# Strychnos camptoneura
Strychnos camptoneura là một loài thực vật có hoa trong họ Mã tiền. Loài này được Gilg & Busse miêu tả khoa học đầu tiên năm 1905.